# شهرستان ترینیتی (تگزاس)
شهرستان ترینیتی، تگزاس (به انگلیسی: Trinity County, Texas) یک سکونتگاه مسکونی در ایالات متحده آمریکا است که در تگزاس واقع شده‌است.

## خصوصیات
شهرستان ترینیتی ۱٬۸۴۹٫۲۶ کیلومترمربع مساحت دارد.